# Borosznó
Borosznó (1886-ig Brusznó, szlovákul: Brusno) község Szlovákiában, a Besztercebányai kerületben, a Besztercebányai járásban. Borosznófürdő és Garamszentandrás tartozik hozzá.

## Fekvése

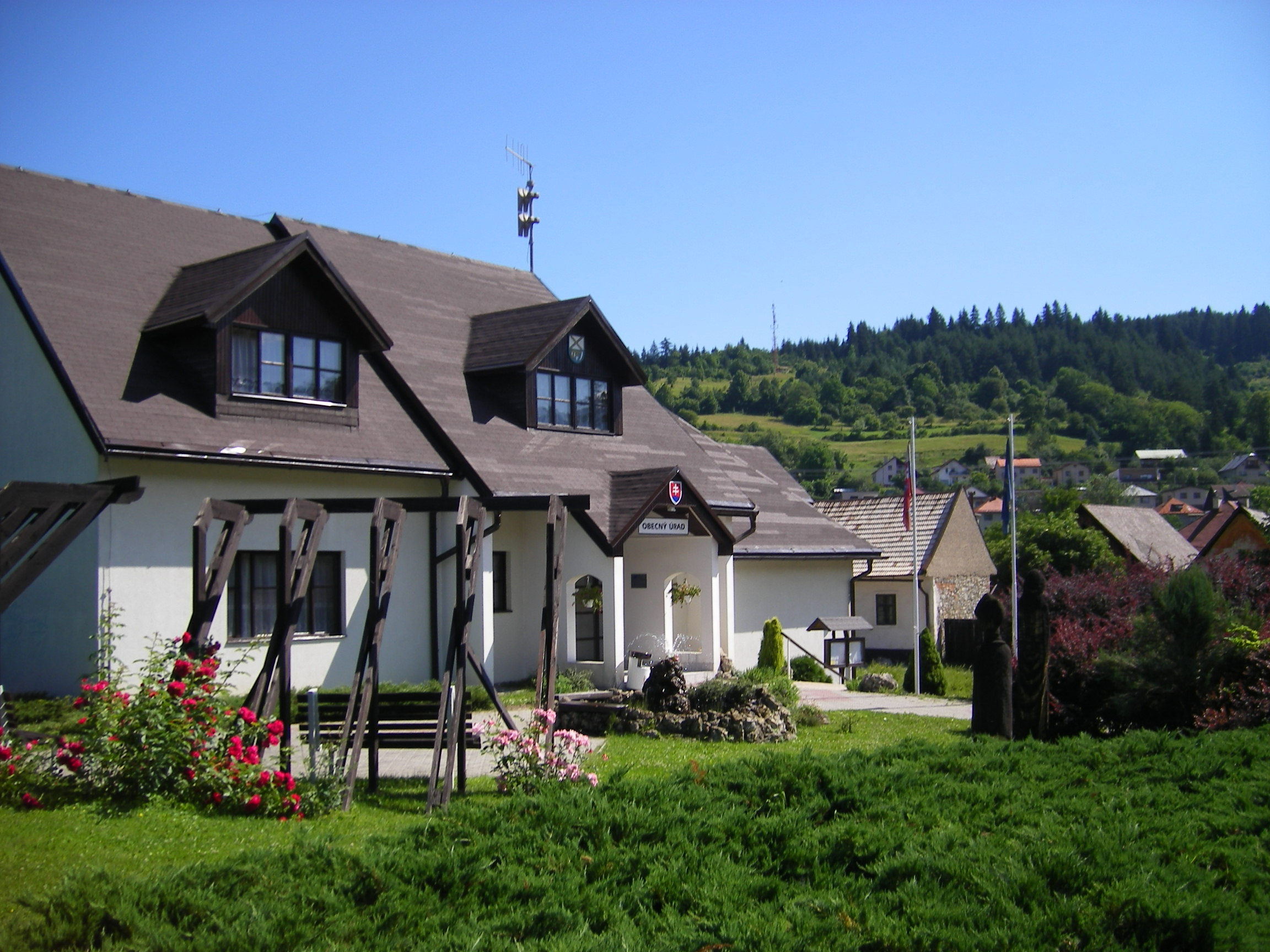
Községháza

Besztercebábyától 20 km-re északkeletre, a Garam partján fekszik. Klimatikus gyógyhely a Gömör–Szepesi-érchegység keskeny völgyében. 

## Története
A falut 1424-ben említik először a zólyomlipcsei váruradalom részeként „villa utraque Zenthandras” alakban, akkor ugyanis Szentandrás faluhoz tartozott. Borosznót önállóan 1441-ben említik először „Bruzno” alakban. Mindkét település lakói mezőgazdasággal foglalkoztak. A falu határában ugyan találtak nemesfémet, de ennek kitermelése a középkorban gazdaságtalan volt. A középkorban még Szentandrás volt a jelentősebb település, melynek temploma a 15. században már állt. A falu a 17. század elején elpusztult, 1622-ben csak egy jobbágytelke volt. A század második felében valamelyest növekedett. A 18. századtól jelentős bevételi forrása lett a csipkeverés, a faedények készítése, a szövés és a vas kitermelés.
A 18. század végén Vályi András így ír róla: „BRUZNO. Tót falu Zólyom Vármegyében, birtokosa a’ Bányászi Királyi Kamara, hegyes helyen fekszik Garam vize mellett, Szent Andráshoz nem meszsze, mellynek filiája, sovány határja van, legelője ugyan elegendő, és tejjel elég hasznot hajtanak, fája tűzre, és épűletre, ’s a’ Banyában pénzt kereshetnek, Zólyom Városától egy, és fél mértföldnyire van, hét kila alá való földgye, és réttye három kaszásra való van a’ községnek, de mivel határja soványas, és kősziklás, ’s hideg, és nehezen miveltetik, sőt a’ víz áradások is soványíttyák, harmadik Osztálybéli.”
1828-ban Borosznó 77 házában 581 lakos élt.
Fényes Elek 1851-ben kiadott geográfiai szótárában így ír a faluról: „Brusznó, tót falu, Zólyom vármegyében, a Garan mellett, melly Szent-Andrástól választja el, Beszterczebányához keletre 2 mfd. Van 100 hold szántóföldje, melly agyagos és terméketlen, 70 hold rétje; legelője és majorsági birtok nincs. – Lakja 543 katholikus, kik fazekakkal és faedényekkel kereskednek. A Garanon kivül van Bruszenecz patakja, melly a helység malmát hajtja, s fausztatásra is használtatik. Egy negyed órára pedig találtatik egy szűk, de kellemes völgyben, kénköves és magnéziás savanyuviz, fördővel együtt. Birja a kamara.”
1884-ben a települést elérte a vasútvonal is. A 19. század második felében a falu lakói főként földműveléssel, állattartással és háziiparral foglalkoztak. Borosznó fejlődésében nagy szerepet játszott a fürdő 19. századi kiépítése, gyógyvizét először 1839-ben analizálták. A trianoni diktátumig területe Zólyom vármegye Breznóbányai járásához tartozott.
Borosznót és Szentandrást 1960-ban egyesítették. Az egyesített falu először a Hronov nevet viselte, 1974-ben újra visszakapta az egyik településrész: Brusno nevét.

## Népessége
| Év:            | 1994. | 2004.   | 2014.   | 2024.   |
| -------------- | ----- | ------- | ------- | ------- |
| Emberek száma: | 2081  | 2114    | 2145    | 2122    |
| Eltérés:       |       | +1,58 % | +1,46 % | -1,07 % |

| Év:            | 2023. | 2024.   |
| -------------- | ----- | ------- |
| Emberek száma: | 2126  | 2122    |
| Eltérés:       |       | -0,18 % |

1910-ben 769, túlnyomórészt szlovák lakosa volt.
2001-ben 2086 lakosából 2037 szlovák volt.
2011-ben 2147 lakosából 2002 szlovák.

## Nevezetességei
- Szent András tiszteletére szentelt római katolikus temploma eredetileg 15. századi. 1744 és 1766 között barokk stílusban építették át.
- Szénsavas vizű gyógyfürdője emésztőszervi bántalmakat gyógyít. A központi fürdőépület az 1850-es években épült, ekkor alakították ki a fürdőt övező szép parkot is. 1900 és 1910 között szecessziós stílusban építették át. Két további fürdőháza a 19. század második felében, egy pedig 1924-ben épült.
- Az egykori jegyzőség épülete a 18. század második felében épült.

## Lásd még
- Borosznófürdő
- Garamszentandrás